# A Posteriori
Эта статья о музыкальном альбоме. См. также статью о философском понятии апостериори.
A Posteriori — шестой студийный альбом музыкального проекта Enigma, вышедший в сентябре 2006 года. Номинант Грэмми 2007.

## Об альбоме
В планах был выпуск единственного сингла из альбома «Goodbye Milky Way», но из-за неизвестных проблем его выпуск был отменён. Альбомная версия сингла «Hello and Welcome» сильно отличается от релиза в апреле 2006.
Вскоре был выпущен винил Eppur Si Muove с ремиксами от таких исполнителей, как Boca Junior, Tocadisco и т. д.
26 марта 2007 года в интернет-магазине Apple iTunes появилась специальная версия альбома — «Private Lounge Remix». В неё включены 12 новых ремиксов. Некоторые из треков уже были доступны в оригинальном издании альбома на iTunes и на DVD версии.

## Список композиций
Музыка, стихи, аранжировка всех композиций — Майкл Крету.
- Формат: CD
- Страна: Германия

1. «Eppur Si Muove» (3:39)
2. «Feel Me Heaven» — (4:53)
3. «Dreaming of Andromeda» (4:27)
4. «Dancing with Mephisto» (4:24)
5. «Northern Lights» (3:34)
6. «Invisible Love» (5:06)
7. «Message from IO» (3:09)
8. «Hello and Welcome» (5:07)
9. «20000 Miles over the Sea» (4:22)
10. «Sitting on the Moon» (4:21)
11. «The Alchemist» (4:40)
12. «Goodbye Milky Way» (5:56)

A Posteriori — Private Lounge Remix
- Формат: MP3

1. Eppur Si Muove — Tocadisco Remix 2 (6:11)
2. Feel Me Heaven — Boca Junior Remix (6:24)
3. Dreaming Of Andromeda — Jean F. Cochois Remix (7:29)
4. Dancing With Mephisto — Boca Junior Remix (5:28)
5. Northern Lights — Boca Junior Remix (5:41)
6. Invisible Love — Boca Junior Remix (5:45)
7. Message From IO — Boca Junior Remix (5:33)
8. The Alchemist — Christian Geller Remix (6:54)
9. 20.000 Miles Over The Sea — Boca Junior Remix (7:08)
10. Sitting On The Moon — Boca Junior Remix (5:31)
11. The Alchemist — The Alchemist’s Vision By Ralf Hildenbeutel (7:16)
12. Goodbye Milky Way — Boca Junior Remix (5:10)

## Синглы
| Обложка | Название                                                   | Треклист |
| ------- | ---------------------------------------------------------- | --- |
|         | Goodbye Milky Way (25.09.2006)                             | «Goodbye Milky Way» (5:56) |
|         | 20.000 Miles Over The Sea (Boca Junior Remix) (27.10.2006) | «20.000 Miles Over The Sea (Boca Junior Remix)» (7:08) |
|         | Eppur Si Muove (07.11.2006)                                | 1. «Eppur Si Muove (Tocadisco Remix)» (6:37) 2. «The Alchemist (The Alchemist’s Vision By Ralf Hildenbeutel)» (7:17) 3. «Dreaming Of Andromeda (Jean F. Cochois Remix)» (7:27) 4. «20.000 Miles Over The Sea (Boca Junior Remix)» (7:06) |

## Участники записи
- Мишель Крету — автор музыки и слов, вокал (6, 10, 12), продюсер, аранжировка, программирование, звукоинженер
- Луиза Стенли — голос (4, 12)
- Эндрю Дональдс — вокал (8)
- DJ Tocadisco — автор ремиксов (1)
- Boca Junior — автор ремиксов (2, 4, 5, 6, 7, 9, 10, 12)
- Jean F. Cochois (The Timewriter) — автор ремиксов (3)
- Ralf Hildenbeutel — автор ремиксов (11)
- Christian Geller — автор ремиксов (11)

## Чарты
- Еврочарт — 32
- Греция — 3
- США — 3, Top Internet Albums
- Нидерланды — 8
- Турция — 8
- Германия — 16
- Австрия — 17
- Швейцария — 24
- Венгрия — 24
- Португалия — 27
- Италия — 32
- Чехия — 34
- Словакия — 35
- Польша — 44
- Испания — 80
- США — 95
- Франция — 98